# Ivan Boldirev
Ivan Boldirev (en serbe : Иван Болдирев) né le 15 octobre 1949 à Zrenjanin en Yougoslavie (maintenant la Serbie) est un joueur de hockey sur glace professionnel qui évolua au poste de centre. Il a joué dans la Ligue nationale de hockey de 1970 à 1985 chez les Bruins de Boston, les Golden Seals de la Californie, les Black Hawks de Chicago, les Flames d'Atlanta, les Canucks de Vancouver et les Red Wings de Détroit.

## Carrière de joueur
Premier joueur à être né en Yougoslavie à jouer dans la LNH, Boldirev immigra au Canada avec sa famille pendant son enfance, pays dans lequel il apprit le hockey et devint le talentueux manieur de rondelle que l'on connut lors de ses meilleures années. Il fut repêché par les Bruins de Boston au premier tour, 11e au total, du repêchage amateur de la LNH 1969. Il ne disputera que 13 parties pour les Bruins (avec qui il remporta néanmoins la Coupe Stanley en 1970) avant d'être cédé aux Golden Seals en retour de Richard Leduc et Chris Oddleifson le 17 novembre 1971. Il passera 3 saisons au sein des abysmaux Seals avant d'être échangé aux Black Hawks contre Len Frig et Mike Christie le 24 mai 1974. Cet échange marquera un point tournant dans sa carrière. Se retrouvant soudainement au sein d'un club talentueux, Boldirev fit partie d'une unité de supériorité numérique efficace avec Grant Mulvey et Darcy Rota. Après cinq saisons dans la Windy City, il est cédé aux Flames d'Atlanta en compagnie de Rota et de Phil Russell en retour de Tom Lysiak, Pat Ribble, Greg Fox, Harold Fillipoff et Miles Zaharko le 13 mars 1979. Un peu moins d'une saison plus tard, il passe aux Canucks de Vancouver, toujours en compagnie de Darcy Rota, en retour de Don Lever et de Brad Smith le 8 février 1980. Puis, le 17 janvier 1983, il se retrouve chez les Red Wings en retour de Mark Kirton; il y connaitra sa meilleure saison (35 buts et 48 passes pour 83 points) un an avant d'accrocher ses patins.

## Statistiques
Pour les significations des abréviations, voir Statistiques du hockey sur glace.
| Saison     | Équipe                           | Ligue      |       | Saison régulière | Saison régulière | Saison régulière | Saison régulière | Saison régulière |    | Séries éliminatoires | Séries éliminatoires | Séries éliminatoires | Séries éliminatoires | Séries éliminatoires |
| Saison     | Équipe                           | Ligue      | PJ    | B                | A                | Pts              | Pun              | PJ               | B  | A                    | Pts                  | Pun                  |                      |                      |
| 1965-1966  | Greyhounds de Sault-Sainte-Marie | LHJNO      |       |                  |                  |                  |                  |                  |    |                      |                      |                      |                      |                      |
| 1967-1968  | Generals d'Oshawa                | AHO        | 50    | 18               | 26               | 44               | 73               | -                | -  | -                    | -                    | -                    |                      |                      |
| 1968-1969  | Generals d'Oshawa                | AHO        | 54    | 25               | 34               | 59               | 101              | -                | -  | -                    | -                    | -                    |                      |                      |
| 1969-1970  | Blazers d'Oklahoma City          | LCH        | 65    | 18               | 49               | 67               | 114              | -                | -  | -                    | -                    | -                    |                      |                      |
| 1970-1971  | Bruins de Boston                 | LNH        | 2     | 0                | 0                | 0                | 0                | -                | -  | -                    | -                    | -                    |                      |                      |
| 1970-1971  | Blazers d'Oklahoma City          | LCH        | 68    | 19               | 52               | 71               | 98               | 5                | 1  | 4                    | 5                    | 9                    |                      |                      |
| 1971-1972  | Bruins de Boston                 | LNH        | 11    | 0                | 2                | 2                | 6                | -                | -  | -                    | -                    | -                    |                      |                      |
| 1971-1972  | Golden Seals de la Californie    | LNH        | 57    | 16               | 23               | 39               | 54               | -                | -  | -                    | -                    | -                    |                      |                      |
| 1972-1973  | Golden Seals de la Californie    | LNH        | 56    | 11               | 23               | 34               | 58               | -                | -  | -                    | -                    | -                    |                      |                      |
| 1973-1974  | Golden Seals de la Californie    | LNH        | 78    | 25               | 31               | 56               | 22               | -                | -  | -                    | -                    | -                    |                      |                      |
| 1974-1975  | Black Hawks de Chicago           | LNH        | 80    | 24               | 43               | 67               | 54               | 8                | 4  | 2                    | 6                    | 2                    |                      |                      |
| 1975-1976  | Black Hawks de Chicago           | LNH        | 78    | 28               | 34               | 62               | 33               | 4                | 0  | 1                    | 1                    | 0                    |                      |                      |
| 1976-1977  | Black Hawks de Chicago           | LNH        | 80    | 24               | 38               | 62               | 40               | 2                | 0  | 1                    | 1                    | 0                    |                      |                      |
| 1977-1978  | Black Hawks de Chicago           | LNH        | 80    | 35               | 45               | 80               | 34               | 4                | 0  | 2                    | 2                    | 2                    |                      |                      |
| 1978-1979  | Black Hawks de Chicago           | LNH        | 66    | 29               | 35               | 64               | 25               | -                | -  | -                    | -                    | -                    |                      |                      |
| 1978-1979  | Flames d'Atlanta                 | LNH        | 13    | 6                | 8                | 14               | 6                | 2                | 0  | 2                    | 2                    | 2                    |                      |                      |
| 1979-1980  | Flames d'Atlanta                 | LNH        | 52    | 16               | 24               | 40               | 20               | -                | -  | -                    | -                    | -                    |                      |                      |
| 1979-1980  | Canucks de Vancouver             | LNH        | 27    | 16               | 11               | 27               | 14               | 4                | 0  | 2                    | 2                    | 0                    |                      |                      |
| 1980-1981  | Canucks de Vancouver             | LNH        | 72    | 26               | 33               | 59               | 34               | 1                | 1  | 1                    | 2                    | 0                    |                      |                      |
| 1981-1982  | Canucks de Vancouver             | LNH        | 78    | 33               | 40               | 73               | 45               | 17               | 8  | 3                    | 11                   | 4                    |                      |                      |
| 1982-1983  | Canucks de Vancouver             | LNH        | 39    | 5                | 20               | 25               | 12               | -                | -  | -                    | -                    | -                    |                      |                      |
| 1982-1983  | Red Wings de Détroit             | LNH        | 33    | 13               | 17               | 30               | 14               | -                | -  | -                    | -                    | -                    |                      |                      |
| 1983-1984  | Red Wings de Détroit             | LNH        | 75    | 35               | 48               | 83               | 20               | 4                | 0  | 5                    | 5                    | 4                    |                      |                      |
| 1984-1985  | Red Wings de Détroit             | LNH        | 75    | 19               | 30               | 49               | 16               | 2                | 0  | 1                    | 1                    | 0                    |                      |                      |
| Totaux LNH | Totaux LNH                       | Totaux LNH | 1 052 | 361              | 505              | 866              | 507              | 48               | 13 | 20                   | 33                   | 14                   |                      |                      |